# Ерозиони лонци
Ерозиони или џиновски лонци представљају флувијалне ерозивне облике рељефа који се јављају у речном кориту. То су бунараста удубљења која се стварају, услед снажног вртложастог кретања водене масе, претежно испод водопада али и на свим осталим местима у речном кориту са великом брзином кретања воде. 
Снажно вртложасто кретање водене масе и речног материјала којег она носи назива се еворсија. Она је дакле узрок постанка џиновских лонаца. Места где се она врши познају се по левкастом удубљењу на површини водотока. Ова удубљења називају се вртлозима антициклонског типа. У овом случају коразија је јака и она интензивно помаже удубљивању џиновских лонаца. 
Џиновски лонци су различитих димензија. У просеку су широки и дубоки око 1 m са углачаним, готово полираним, зидовима и крупним шљунковитим и дробинским материјалом на дну. Овај облик је најбројнији у коритима крашких река у Источној Србији (Ресава, Тимок, Радованска река, Бељевина, Лазарева долина, Вратна, Дојкиначка река, Височица итд.). У кориту Врањске реке, узводно од Врања, налазе се џиновски лонци поређани у низове. Највећи је Казан-ђол, широк 6 m а дубок преко 2 m. Изразити примери налазе се у кориту Ибра код Ушћа (Бук). Некадашња највећа речна дубина у Европи измерена је у џиновском лонцу у клисури Госпођин вир.
Поред вртлога антициклонског типа постоје и вртлози циклонског типа. На месту ових вртлога стварају се флувијални акумулативни облици рељефа (спрудови чијим нарастањем настају аде). Ови вртлози запажају се на површини воде као мала испупчења, која се час дижу час спуштају. 

## Галерија
- Џиновски лонац у кориту Врањске реке
- Џиновски лонац у кориту Врањске реке
- Џиновски лонац у кориту Врањске реке